# Ken Keyworth
Ken Keyworth (24. februar 1934 - 7. januar 2000) var en engelsk fodboldspiller (angriber). Han vandt Liga Cuppen med Leicester i 1964, og var også med til at nå finalen i FA Cuppen to gange. Han repræsenterede også Rotherham United, Coventry City og Swindon Town.

## Titler
Football League Cup
- 1964 med Leicester City